# Zaphrissa
Zaphrissa eurypelis
Genre
Espèce
Zaphrissa est un genre éteint d'amphibiens préhistoriques qui n'est représenté que par son espèce type, Zaphrissa eurypelis, attestée pour l'Oligocène (28,4-23,0 Ma) de Rott dans le massif des Siebengebirge, en Allemagne.

## Systématique
Le genre Zaphrissa et l'espèce Zaphrissa eurypelis ont été décrits en 1866 par le paléontologue américain Edward Drinker Cope (1840-1897), .

## Publication originale
- (en) Edward D. Cope, « On the structures and distribution of the genera of the arciferous Anura », Journal of the Academy of Natural Sciences of Philadelphia, Philadelphie, Inconnu, vol. 6, no 1,‎ juillet 1866, p. 67-112 (ISSN 0885-3479, OCLC 6671481, DOI 10.5962/BHL.TITLE.13790, lire en ligne).